# مولتیواک
مولتیواک نام یک ابررایانه خیالی است که در بسیاری از داستان های نویسنده امریکایی، آیزاک آسیموف حضور دارد. همچون دیگر تکنولوژی های به کار رفته در داستان های آسیموف، مشخصات و خاستگاه مولتیواک نیز در بسیاری از داستان ها متفاوت است، اما در اکثر موارد مولیتواک یک ابررایانه است که توسط دولت ساخته شده و به دلایل امنیتی در زیر زمین مخفی شده است. آسیموف این نام را به تقلید از یونیواک که یکی از اولین ابررایانه ها بود بر گزید. وی تصور می کرد نام یونیواک بر گرفته از این حقیقت است که این رایانه از یک لامپ خلاء استفاده میکند (پیشوند "یونی" به معنای 1 و عبارت vac به معنای vacuum tube یا لامپ خلاء) و با این تصور که استفاده از تعداد بیشتری لامپ خلاء قدرت پردازشی بیشتری به همراه خواهد داشت، نام مولیتواک را برگزید.
هدف اصلی این ابررایانه پاسخ به سوالاتی است که انسان ها را به چالش کشیده و محاسبه جواب آنها چیزی فراتر از توان انسانی است. آسیموف هیچ گاه اندازه دقیقی برای مولتیواک اعلام نکرد، تنها به این مسئله اکتفا کرد که مولتیواک بسیار بزرگ بوده و فضای زیادی را اشغال می کند.